# Circonscription électorale de Shimane
La circonscription électorale de Shimane (島根県選挙区, Shimane-ken senkyo-ku) est une ancienne subdivision électorale de la Chambre des conseillers du Japon, représentant la préfecture de Shimane. Deux conseillers y étaient élus au scrutin uninominal majoritaire à un tour.
En 2015, elle est fusionnée avec la circonscription électorale de Tottori pour former la circonscription électorale de Tottori-Shimane.

## Conseillers
| Série 1 (1947 : 1er, mandat de 6 ans) | Série 1 (1947 : 1er, mandat de 6 ans) | Élection                      | Série 2 (1947 : 2e, mandat de 3 ans) | Série 2 (1947 : 2e, mandat de 3 ans) |
| ------------------------------------- | ------------------------------------- | ----------------------------- | ------------------------------------ | ------------------------------------ |
|                                       | Gen'ichirō Date (ja) (Ind.)           | 1947                          |                                      | Noboru Utsunomiya (ja) (Ind.)        |
| 1950                                  | Gen'ichirō Date (ja) (Ind.)           |                               | Yoshio Sakurauchi (ja) (PDP)         |                                      |
| 1952                                  | Gen'ichirō Date (ja) (Ind.)           |                               | Hin Kodaki (ja) (PL)                 |                                      |
|                                       | Shigeo Ōdachi (PL)                    | 1953                          | Hin Kodaki (ja) (PL)                 |                                      |
|                                       | Hiroshi Sano (ja) (Ind.)              | 1955,                         | Hin Kodaki (ja) (PL)                 |                                      |
| 1956                                  | Hiroshi Sano (ja) (Ind.)              |                               | Hin Kodaki (PLD)                     |                                      |
| ,1958                                 | Hiroshi Sano (ja) (Ind.)              | Toshinaga Yamamoto (ja) (PLD) |                                      |                                      |
|                                       | Hiroshi Sano (PLD)                    | Toshinaga Yamamoto (ja) (PLD) | 1959                                 |                                      |
| 1962                                  | Hiroshi Sano (PLD)                    |                               | Toshinaga Yamamoto (Ind.)            |                                      |
|                                       | Hideo Nakamura (ja) (PSJ)             | 1965                          | Toshinaga Yamamoto (Ind.)            |                                      |
| 1968                                  | Hideo Nakamura (ja) (PSJ)             |                               | Toshinaga Yamamoto (PLD)             |                                      |
| 1971                                  | Hideo Nakamura (ja) (PSJ)             |                               | Toshinaga Yamamoto (PLD)             |                                      |
| 1974                                  | Hideo Nakamura (ja) (PSJ)             | Hisaoki Kamei (ja) (PLD)      |                                      |                                      |
|                                       | Zenjū Nariai (ja) (PLD)               | Hisaoki Kamei (ja) (PLD)      | 1977                                 |                                      |
| 1980                                  | Zenjū Nariai (ja) (PLD)               | Hisaoki Kamei (ja) (PLD)      |                                      |                                      |
| 1983                                  | Zenjū Nariai (ja) (PLD)               | Hisaoki Kamei (ja) (PLD)      |                                      |                                      |
| 1986                                  | Zenjū Nariai (ja) (PLD)               | Mikio Aoki (PLD)              |                                      |                                      |
|                                       | Hisato Iwamoto (ja) (Ind.)            | Mikio Aoki (PLD)              | 1989                                 |                                      |
| 1992                                  | Hisato Iwamoto (ja) (Ind.)            | Mikio Aoki (PLD)              |                                      |                                      |
|                                       | Shuntarō Kageyama (ja) (PLD)          | Mikio Aoki (PLD)              | 1995                                 |                                      |
| 1998                                  | Shuntarō Kageyama (ja) (PLD)          | Mikio Aoki (PLD)              |                                      |                                      |
| 2001                                  | Shuntarō Kageyama (ja) (PLD)          | Mikio Aoki (PLD)              |                                      |                                      |
| 2004                                  | Shuntarō Kageyama (ja) (PLD)          | Mikio Aoki (PLD)              |                                      |                                      |
|                                       | Akiko Kamei (NPP)                     | Mikio Aoki (PLD)              | 2007                                 |                                      |
| 2010                                  | Akiko Kamei (NPP)                     | Kazuhiko Aoki (ja) (PLD)      |                                      |                                      |
|                                       | Saburō Shimada (ja) (PLD)             | Kazuhiko Aoki (ja) (PLD)      | 2013                                 |                                      |